# Onze-Lieve-Vrouw-Hemelvaartkerk (Watervliet)

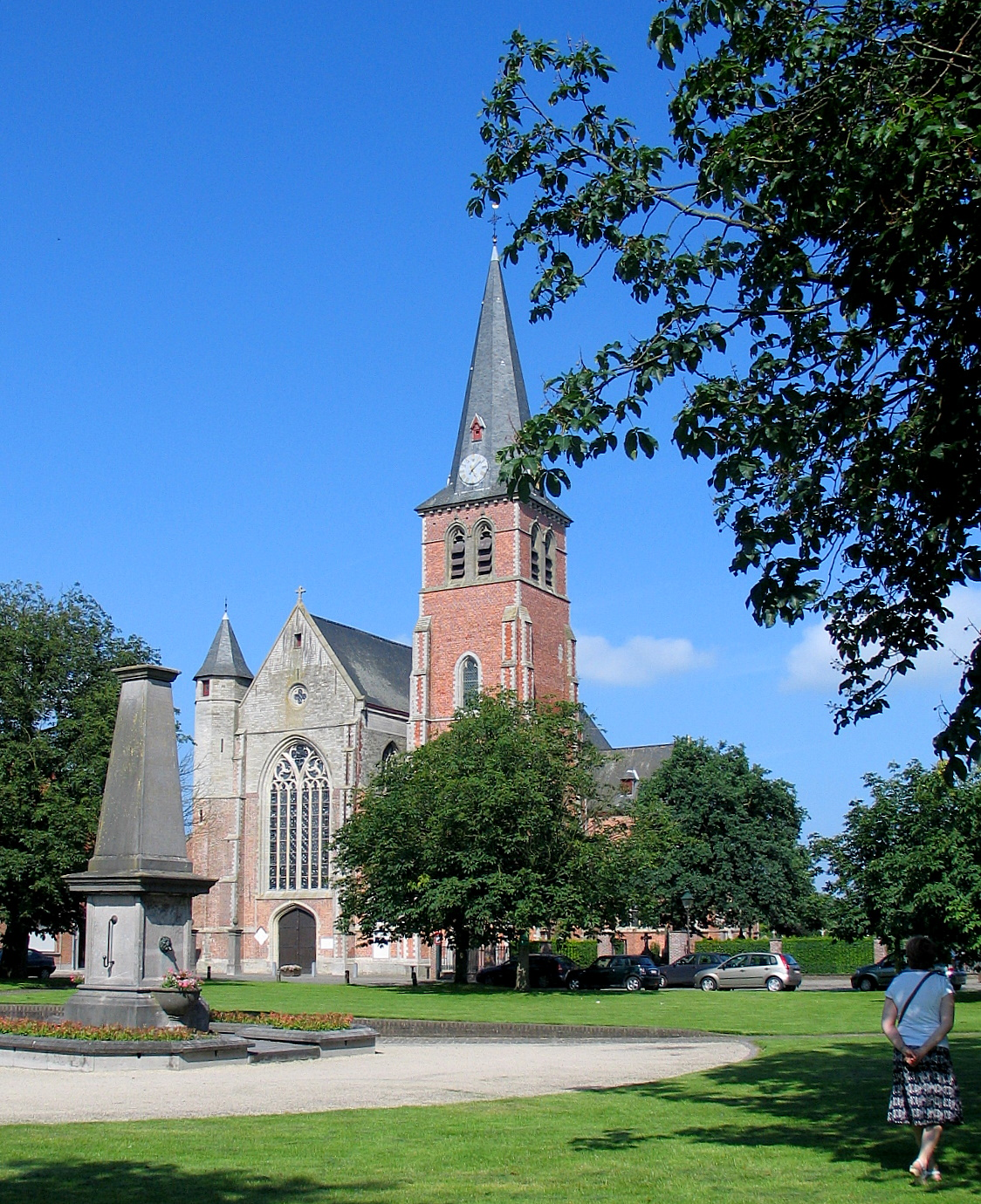
De Onze-Lieve-Vrouw Hemelvaartkerk

De Onze-Lieve-Vrouw Hemelvaartkerk is een kerk in Watervliet, toegewijd aan de hemelvaart van Onze-Lieve-Vrouw. Ze wordt in de volksmond de kathedraal van het noorden genoemd omwille van haar opvallend rijk interieur.

## Bouwgeschiedenis
Na overstromingen in de 14e en 15e eeuw werd de Sint-Christoffelpolder opnieuw drooggelegd en startte de bouw van de kerk in 1501, onder impuls van Hieronymus Lauweryn. Zijn grafsteen is in de kooromgang te zien. In 1525 begon een tweede bouwfase.
In 1891-1893 is een neogotische toren bijgebouwd. De toren en de doopkapel werden in 1944 ernstig beschadigd, maar in 1952 heropgebouwd.

## Bezienswaardigheden
- Het barokke, marmeren hoofdaltaar van Lucas Faydherbe gemaakt in 1652-1655. Het schilderij achter het tabernakel is de Tenhemelopneming van Maria door Gaspar de Crayer
- schilderijen uit de 16e, 17e en 18e eeuw waaronder landschappen van Joos de Momper
- Het Nood Gods van de Meester van Frankfurt, opgenomen in de Vlaamse topstukkenlijst (Vlaamse Meesters in Situ) [1]
- een orgel uit 1643 van Boudewijn Ledou

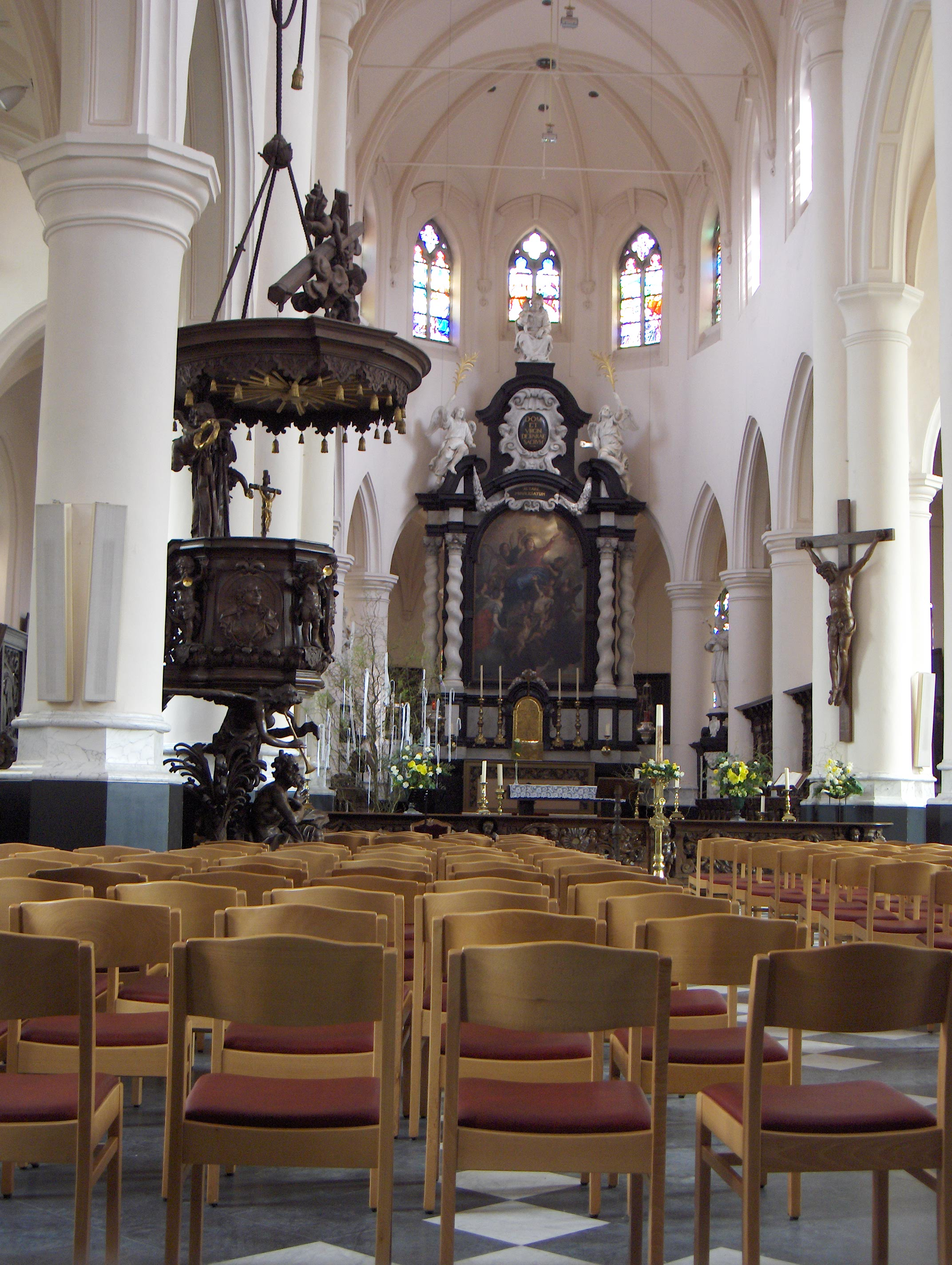
Interieur van de kerk
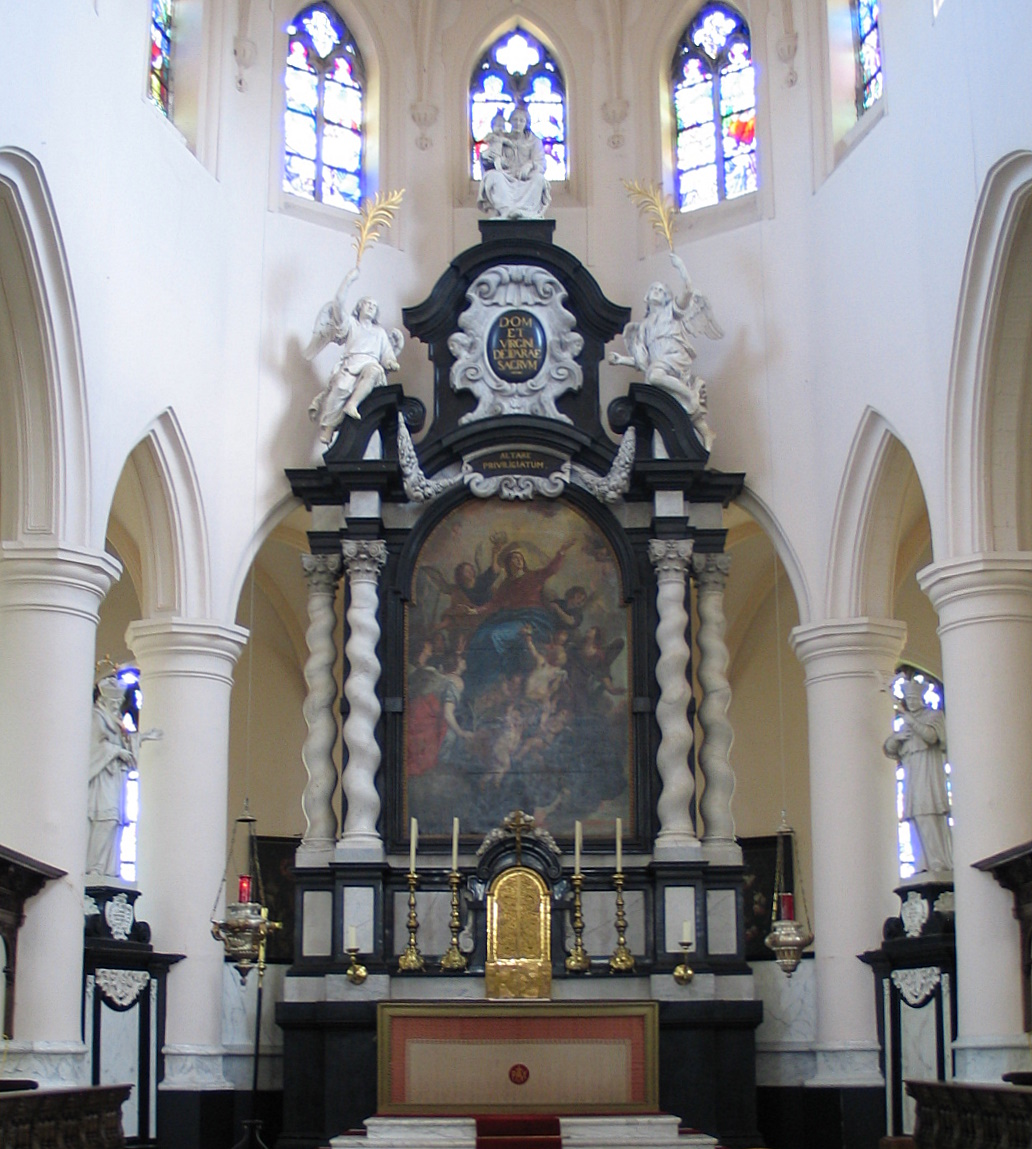
Het altaar van Lucas Faydherbe
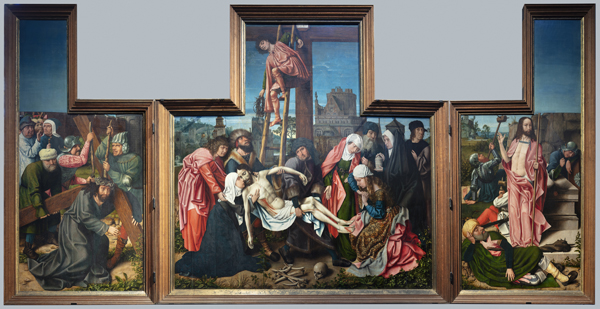
Kruisafneming door de Meester van Frankfurt
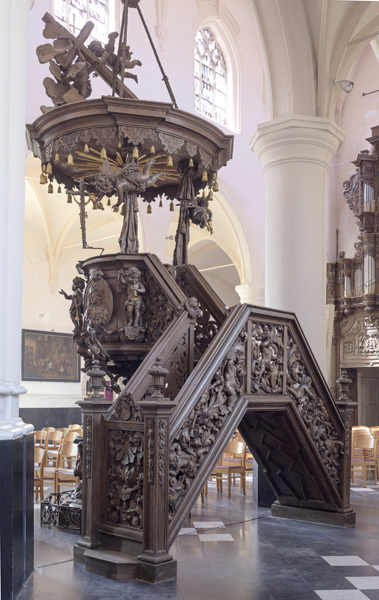
Preekstoel
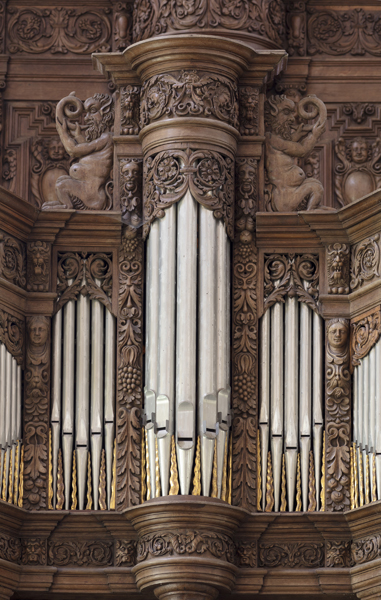
Orgel van Boudewijn Ledou (1643)